# Bükkzsérc
Bükkzsérc ist eine ungarische Gemeinde im Kreis Mezőkövesd im Komitat Borsod-Abaúj-Zemplén.

## Geografische Lage
Bükkzsérc liegt am südlichen Rand des Bükk-Nationalparks in Nordungarn, 27 Kilometer südwestlich des Komitatssitzes Miskolc, 17 Kilometer nordwestlich der Kreisstadt Mezőkövesd, an dem Fluss Cseresznyés-patak. Nachbargemeinden sind Cserépfalu in zwei und Bogács in sieben Kilometer Entfernung.

## Geschichte
Im Jahr 1913 gab es in der damaligen Großgemeinde 276 Häuser und 1260 Einwohner auf einer Fläche von 6470 Katastraljochen. Sie gehörte zu dieser Zeit zum Bezirk Mezőkövesd im Komitat Borsod.

## Sehenswürdigkeiten
- Römisch-katholische Kirche Fájdalmas anya, im Auftrag des Bischofs von Eger 1776–1780 im Zopfstil erbaut
- Reformierte Kirche (Református templom) von 1828 mit Holzschnitzereien
- Gemeindehaus (Községi emlékház) mit wechselnden lokalgeschichtlichen Ausstellungen
- Holzskulpturen der Stammesführer Álmos, Árpád, Előd, Huba und Tas, erschaffen von István Kiss
- Etwa 1,5 km südwestlich des Ortskerns befinden sich mehrere in Tuffstein gebaute Weinkeller und das Pelyhe-Weinkellermuseum (Pelyhe Pince-Múzeum)
- Auf dem 531 m hohen Berg Hódos-hegy am nordwestlichen Ortsrand befindet sich eine hufeisenförmige Felsformation, von der aus sich eine gute Aussicht auf Bükkzsérc bietet.[2]

In der Gemeinde stehen insgesamt 30 Häuser unter Denkmalschutz.

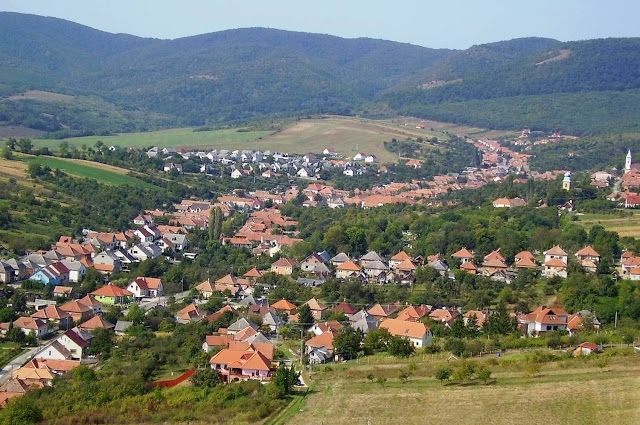
Blick auf Bükkzsérc
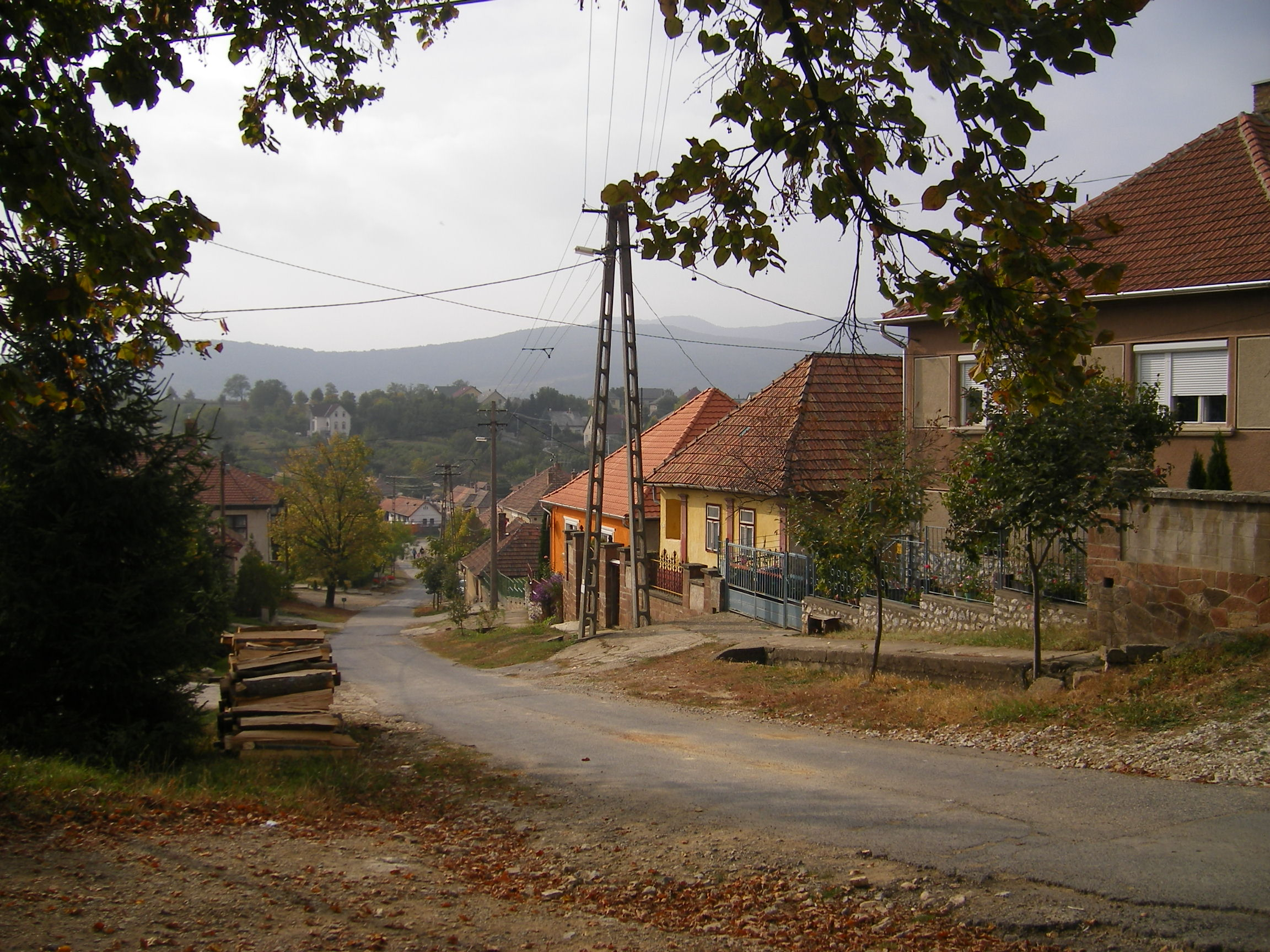
Straße in Bükkzsérc
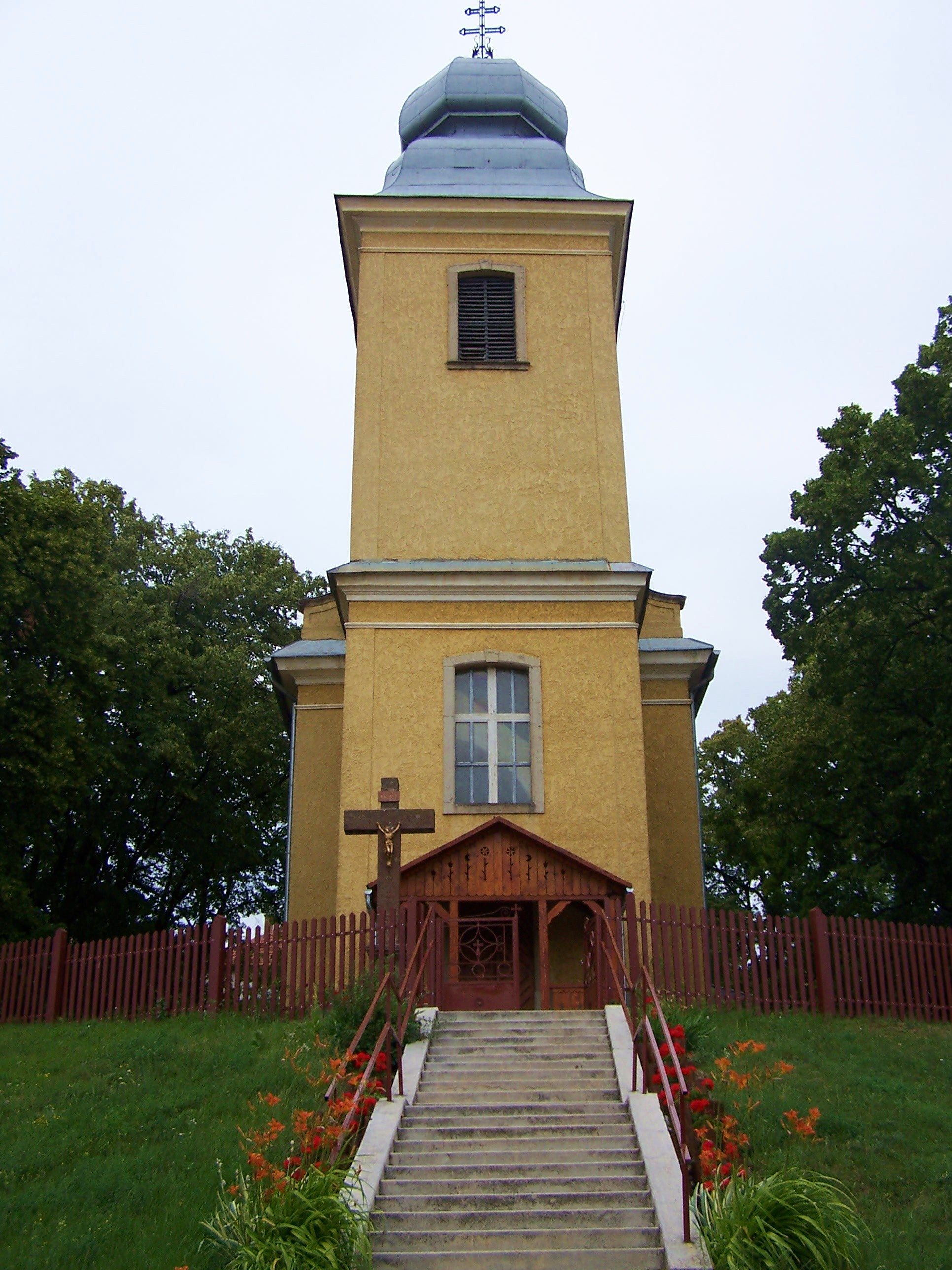
Römisch-katholische Kirche Fájdalmas anya
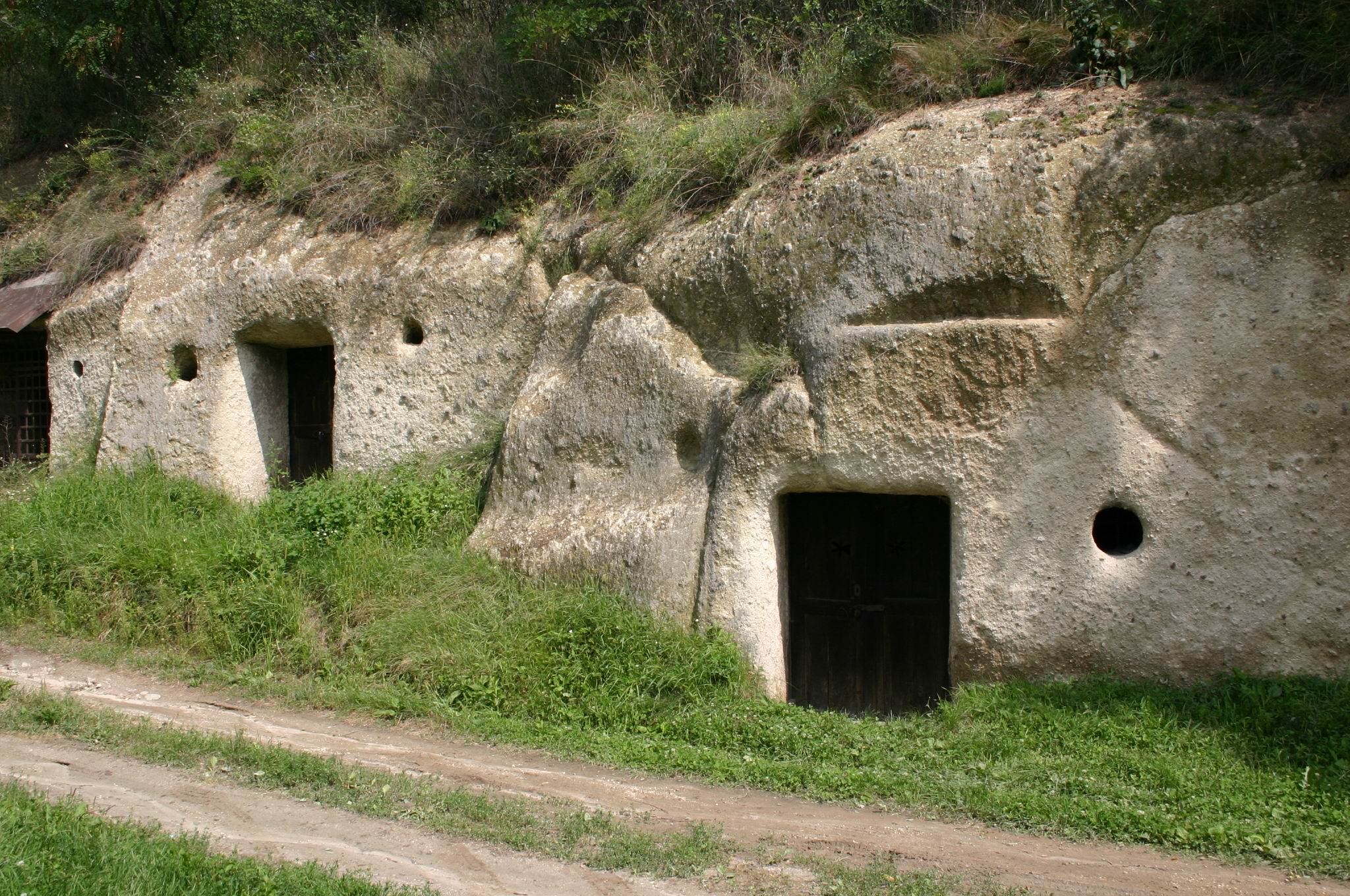
Weinkeller bei Bükkzsérc

## Verkehr
Durch Bükkzsérc verläuft die Nebenstraße Nr. 25112. Es bestehen Busverbindungen über  Cserépfalu und Bogács nach Mezőkövesd, wo sich der nächstgelegene Bahnhof befindet.